# Pretty Paper
"Pretty Paper" is een kerstsingle van de Amerikaanse zanger Roy Orbison uit 1963. Het is geschreven door de toen nog in opkomst zijnde countryzanger Willie Nelson. Begin-1965 was het een hit in de Nederlandse Top 40.

## Hitnoteringen
| Nederlandse Top 40 | 02-01-1965 | Positie: | 13 | 25 | 38 | 32 | 23-01-1965 |